# 漢口空襲 (1939年10月)
1939年10月の漢口空襲（かんこうくうしゅう）は、日中戦争前期に、中華民国とソビエト連邦の連合航空隊が、日本占領下の漢口（現武漢市の一部）に対して行った航空攻撃である。中ソ連合航空隊は3回に渡って漢口の日本軍航空基地を奇襲し、うち2回の戦闘で日本軍の航空機多数を破壊して塚原二四三少将らを死傷させた。日本軍航空隊は日中戦争開始以来初めての大きな損害を被った。

## 背景

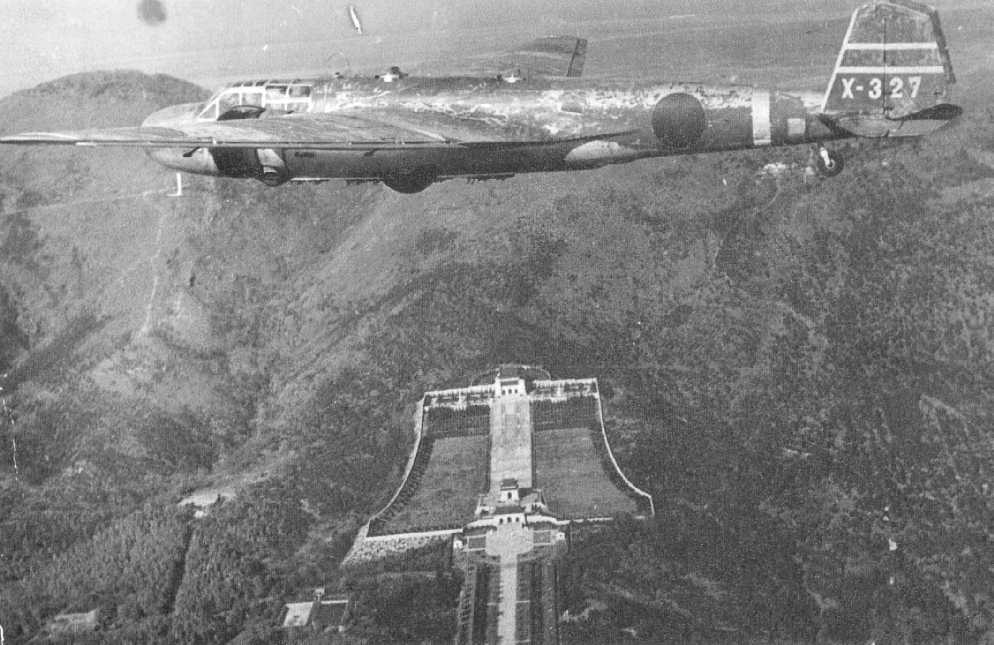
木更津空所属の九六式陸上攻撃機（1938年）。

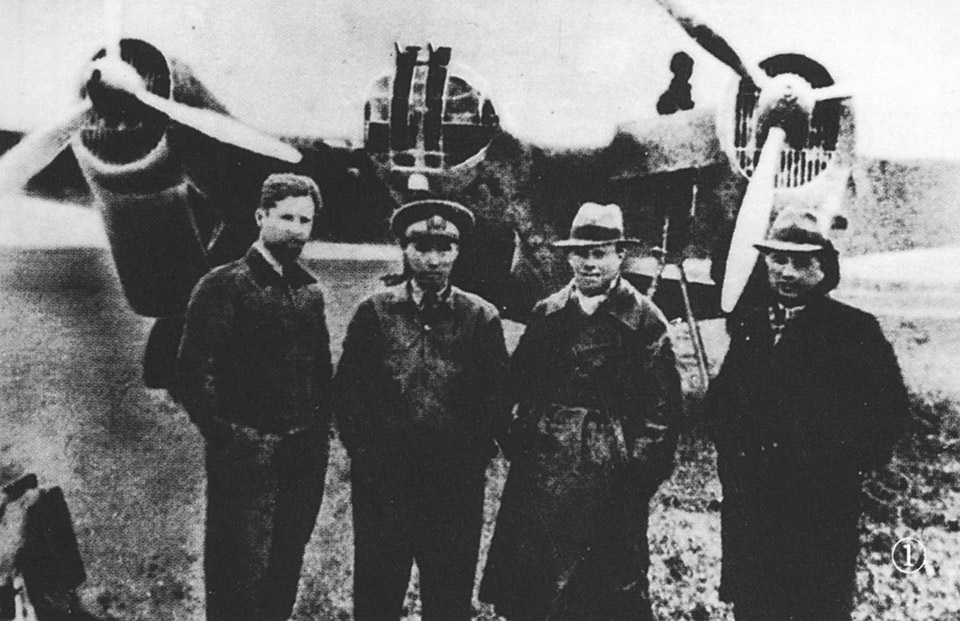
ソ連空軍志願隊のSB爆撃機と乗員（1938年）。

1937年（昭和12年）に日中戦争が始まると日本軍は優勢に戦いを進め、同年12月には中華民国の首都であった南京を占領、翌1938年（昭和13年）10月には臨時首都の漢口も占領した（武漢作戦）。しかし、中国側は降伏せず、四川省の重慶に首都を移して抗戦を続けた。
武漢作戦の終結後、日本海軍は中国戦線に派遣中の海軍航空隊の撤収を進め、1939年（昭和14年）初頭には派遣部隊の規模はピーク時の4割にあたる132機に減少していた。漢口などの華中方面には、第二連合航空隊（第十二航空隊・第十三航空隊、司令官：桑原虎雄少将）と第一根拠地隊江上飛行機隊（8機）が残る程度になっていた。しかし、同年5月から重慶爆撃を本格的に開始することになると、4月24日に第十四航空隊が漢口に進出したのを皮切りに、6月には高雄海軍航空隊、9月5日には第一連合航空隊（木更津海軍航空隊・鹿屋海軍航空隊、司令官：塚原二四三少将）と、九六式陸上攻撃機を主力とする航空部隊を続々と漢口に進出させた。日本陸軍も、1939年9月下旬に飛行第60戦隊（戦隊長：田中友道大佐）を漢口に進出させて、海軍部隊との共同訓練を開始した。日本軍占領下の漢口では、漢口競馬場を整地して「W基地」と呼称する大飛行場が整備されており、一連空・二連空・陸軍機合わせて200機が展開可能な態勢であった。
一方、中華民国空軍及び義勇兵名目で協力中のソ連空軍志願隊は、漢口陥落後、漢口や衡陽の基地から四川省の成都や梁山（現梁平県）、芷江などに撤退していた。撤退時の兵力は、ソ連空軍志願隊が戦闘機のI-152・I-16合計約50機とSB爆撃機約20機にすぎなかった。四川省の山中の基地は日本側拠点の漢口から遠く、重慶や成都の防空任務には適していたが、反撃を行うには不向きだった。そこで、中ソ連合軍は、華南の柳州や桂州に必要に応じて航空隊を前進させて反撃を試みていた。中でもソ連空軍志願隊のSB爆撃機は、日本側の拠点に変わった漢口飛行場に対して、以下に述べる2回を含めて3回にわたって奇襲攻撃を行った。

## 戦闘経過

### 10月3日の空襲
1939年10月3日の午後2時20分頃、ソ連空軍志願隊のSB爆撃機8-9機は、密かに漢口飛行場上空に侵入し、高度7000mの高空から50-60個の小型爆弾を投下した。爆弾の大部分は狙いが外れて水田に落下したが、3発は飛行場南部の仮設戦闘指揮所の付近に着弾した。
ちょうどこの時、日本側は一連空の新機材3-6機が飛来する予定であったことから、一連空幹部が出迎えのために仮設戦闘指揮所前に集合していた。飛来した新機材3機編隊の1番機が着陸を終えて、乗員が指揮所前へ申告に来たところへ、SB爆撃機の爆弾が炸裂した。木更津空副長の石河淡中佐・鹿屋空副長の小川弘中佐ら士官4人と下士官1人が戦死、一連空司令官の塚原二四三少将ら士官4人・下士官8人が重傷、鹿屋空司令の大林末雄大佐ら25人が軽傷を負うという人的損害が生じた。なお、この日は中山（2007年）によれば日本側に航空機の損害はなかったが、巌谷（2003年）によれば還納予定の使い古しの陸攻1機が炎上したほか、仮設戦闘指揮所と兵器庫も炎上している。
日本側は二連空の戦闘機を緊急発進させて追撃したが及ばなかった。また、二連空と木更津空（一連空麾下）の陸攻隊は、報復のため梁山飛行場などを同日夜および翌黎明に空襲したが、逆に中国側の迎撃戦闘機に捕捉されて未帰還3機・被弾機多数の損害を受けてしまった。

### 10月14日の空襲
11日後の10月14日、ソ連空軍志願隊のSB爆撃機20機は、再び漢口飛行場を奇襲した。午後2時頃、ソ連空軍志願隊は3つの編隊に分かれると、高度8000mの高空で太陽を背にして飛行場上空に侵入した。
ソ連機の投下した爆弾は飛行場を覆うように命中し、分散せずに整列していた日本機が次々と被弾、炎上した。日本側記録によると海軍は十三空保有機を中心に40機が損害を受け、陸軍機も20機が損害を受けた。ただし、中山（2007年）は同じく日本側記録による数値として、日本陸海軍機の損害は焼失・大破・中破・小破など合計約50機としている。
日本側は戦闘機3機が上空警戒中だったが、敵機の侵入に気づかなかった。爆撃後、地上で待機していた戦闘機7機が緊急発進して追跡し、中国側の爆撃機2機の撃墜を報じている。

## 結果
2回の空襲が成功した結果、日本軍は航空機50-60機が地上撃破されて将官を含む幹部が死傷するという日中戦争開始以来で初めての大損害を被った。他方の中国側損害は、日本側の主張によると2機撃墜であった。もっとも、中ソ連合軍側は偵察機による戦果確認ができなかったため、当時この大戦果を挙げたことを記録していない。日本政府もこの大損害を公表せず、第二次世界大戦の終戦後に坂井三郎の著書「大空のサムライ」で初めて明らかになった(もっとも、記憶違いなのか坂井の著書では１０月3日の空襲のみで塚原少将らが死傷し、地上の機体に大損害が出たように書いている)。
翌月の11月4日、日本海軍は反撃のため、新任の二連空司令官大西瀧治郎大佐の下、漢口所在の陸攻全力（十三空：36機、木更津空・鹿屋空：各18機）を投入して中国側航空部隊主力を狙って成都を空襲した。日本側は中国機7機撃墜・十数機地上撃破の戦果を記録しているが、中国側の迎撃で総指揮官機を含む4機が未帰還となり、総指揮官であった十三空司令の奥田喜久司大佐や十三空飛行隊長の細川直三郎少佐ら幹部が戦死した。日本陸軍は漢口空襲に対応して華中の防空態勢を強化するため、九七式戦闘機装備の飛行第11戦隊を進出させた。
本戦闘後、中ソ連合航空隊は、四川省から華南の柳州及び桂州に200機近い大部隊を前進させ、崑崙関の戦いの支援に従事した。